# Lucio Mario Perpetuo
Lucio Mario Perpetuo (in latino Lucius Marius Perpetuus; fl. 204-218) è stato un politico e militare romano, senatore, nominato console suffetto tra il 203 e il 214.

## Biografia
Mario Perpetuo era il figlio dell'omonimo Lucio Mario Perpetuo, un procurator Augusti dell'ordine equestre, e fratello di Mario Massimo, il biografo imperiale romano. Anche se la sua carriera è sufficientemente documentata, molte delle date in cui ricoprì determinati incarichi sono incerte. Suo figlio potrebbe essere quel Lucio Mario Perpetuo, console del 237 sotto Massimino Trace.
Fu forse membro dei vigintiviri, ma il suo primo incarico documentato sembra essere stato quello di tribuno laticlavio della legio IV Scythica, che si trovava a quel tempo in Siria. Fu quindi candidato alla carica di questore. Il successivo ufficio ricoperto rimane invece incerto. Può darsi che Mario Perpetuo abbia ricoperto il ruolo di tribuno della plebe oppure quello di edile, e poi successivamente quello di pretore.
Ciò che risulta certo è che egli divenne legatus legionis della legio XVI Flavia Firma in Syria-Coele sotto il governatore provinciale romano, Lucio Alfeno Senecione, nel 203/204. A questo incarico seguì quello di Legatus Augusti pro praetore (governatore imperiale) della provincia dell'Arabia Petraea tra il 204 ed il 207. Attorno a questo periodo (tra il 203 e il 214), Mario Perpetuo divenne console suffetto, dove le date più probabili sono gli anni 203, 208 oppure il 214.
In un periodo compreso tra il 204 e il 211, divenne curator rerum publicarum Urbisalviensium (in Piceno) item Tusculanorum, a cui seguì un nuovo incarico come Legatus Augusti pro praetore in Mesia superiore (tra il 211 e il 214). Poi nel 214 o nel 215/216, fu ancora Legatus Augusti pro praetore della provincia delle Tres Daciae. E infine ricoprì la carica di governatore proconsolare d'Africa oppure d'Asia attorno al 218/219.